# Cantón de Fismes
El cantón de Fismes era una división administrativa francesa, que estaba situada en el departamento de Marne y la región de Champaña-Ardenas.

## Composición
El cantón estaba formado por veinticuatro comunas:
- Arcis-le-Ponsart
- Baslieux-lès-Fismes
- Bouvancourt
- Breuil
- Châlons-sur-Vesle
- Chenay
- Courlandon
- Courville
- Crugny
- Fismes
- Hermonville
- Hourges
- Jonchery-sur-Vesle
- Magneux
- Montigny-sur-Vesle
- Mont-sur-Courville
- Pévy
- Prouilly
- Romain
- Saint-Gilles
- Trigny
- Unchair
- Vandeuil
- Ventelay

## Supresión del cantón de Fismes
En aplicación del Decreto nº 2014-208 de 21 de febrero de 2014, el cantón de Fismes fue suprimido el 22 de marzo de 2015 y sus 24 comunas pasaron a formar parte; veintitrés del nuevo cantón de Fismes-Montaña de Reims y una del nuevo cantón de Borgoña.